# Arsonval
 Arsonval  es una localidad y comuna de Francia, en la región de Champaña-Ardenas, departamento de Aube, en el distrito y cantón de Bar-sur-Aube. Está integrada en la Communauté de communes de la Région de Bar-sur-Aube.

## Demografía
| 287 | 280 | 320 | 388 | 365 | 331 |
| Para los censos de 1962 a 1999 la población legal corresponde a la población sin duplicidades (Fuente: INSEE [Consultar]) |     |     |     |     |     |